# Steve, bête de combat
Pour plus de détails, voir Fiche technique et Distribution.
Steve, bête de combat (La bagarre au Québec, Rumble en anglais) est un film d'animation américain réalisé par Hamish Grieve, sorti en 2021.

## Synopsis
Dans un monde où monstres géants et humains cohabitent, chaque ville envoie son monstre pour un championnat de lutte. Après que le célèbre monstre de Stoker, Rayburn, a disparu en mer, la jeune Wendy Coyle, fille du célèbre entraîneur de Rayburn, Jimbo Coyle, lui aussi disparu en mer, part à la recherche d'un nouveau monstre pour représenter la ville. Elle en rencontre un, Rayburn, Jr., le fils de Rayburn.

## Fiche technique
- Titre français : Steve, bête de combat
- Titre québécois : La bagarre
- Titre original : Rumble
- Réalisation : Hamish Grieve
- Scénario : Matt Lieberman et Rob Harrell
- Musique : Lorne Balfe
- Photographie : Kent Seki
- Montage : Matthew Landon
- Production : Mark Bakshi et Brad Booker
- Société de production : Paramount Animation, Reel FX Creative Studios, WWE Studios et Walden Media
- Pays de production :  États-Unis
- Genre : animation, comédie et fantastique
- Durée : 95 minutes
- Dates de sortie : 
  - États-Unis : 15 décembre 2021 (Paramount+)
  - France : 9 février 2022

## Doublage

### Voix originales
- Geraldine Viswanathan : Winnie (Wendy)
- Will Arnett : Rayburn junior / Steve The Stupendous (Steve Le Stupéfiant)
- Stephen A. Smith : Marc Remy
- Terry Crews : Tentacular (Tentaculaire)
- Jimmy Tatro : Lights Out McGinty (McGinty Basse Tension)
- Tony Shalhoub : Fred
- Susan Kelechi Watson : Maggie
- Tony Danza : Siggy
- Bridget Everett : Lady Mayhen
- Fred Melamed : le maire
- Ben Schwartz : Jimothy Brett-Chadley III
- Brian Baumgartner : Klonk
- Michael Buffer : L'annonceur

### Voix françaises
- Léopoldine Serre : Wendy
- Artus : Rayburn junior / Steve Le Stupéfiant
- Alex Fondja : Marc Remy
- Jean-Baptiste Anoumon :Tentaculaire
- Christophe Agius : McGinty Basse Tension
- Flora Brunier : Maggie
- Michel Mella : Siggy
- Michael Aragones : Klonk
- Laurent Maurel : Homme tatoué

### Voix québécoises
- Catherine Brunet : Winnie (Wendy en VF)
- Daniel Picard : Rayburn junior / Steve The Stupendous
- Fayolle Jean Jr. : Marc Remy
- Widemir Normil :Tentaculaire
- Pierre-Étienne Rouillard : Lights Out McGinty
- Manuel Tadros : Fred
- Sofia Blondin : Maggie
- Sébastien Dhavernas : Siggy
- Paul Sarrasin : L'annonceur

## Accueil
Le film a reçu un accueil mitigé de la critique. Il obtient un score moyen de 48 % sur Metacritic.